# Asta Regia
Pour les articles homonymes, voir Asta.
Asta Regia est une colonie romaine antique d'Hispanie près de Jerez de la Frontera. Elle se situait à l'embouchure des fleuves Guadalquivir et Guadalete.

## Source
Cet article comprend des extraits du Dictionnaire Bouillet. Il est possible de supprimer cette indication, si le texte reflète le savoir actuel sur ce thème, si les sources sont citées, s'il satisfait aux exigences linguistiques actuelles et s'il ne contient pas de propos qui vont à l'encontre des règles de neutralité de Wikipédia.
- Wikipédia en espagnol.